# 허버트 크롤리
허버트 크롤리(1869년 1월 23일 ~ 1930년 5월 17일)는 미국의 진보운동의 지식인 지도자로 잡지 뉴 리퍼블릭의 창립자중의 하나였으며, 편집자였다. 그의 정치철학은 시어도어 루스벨트를 포함하여 많은 진보진영의 지도자들에게 영향을 끼쳤으며, 그의 가까운 친구 러니드 핸드 판사와 연방대법원 대법관 펠릭스 프랑크푸르터에게도 영향을 미쳤다. 그는 그의 책 미국적 삶의 약속을 출간했는데, 이 책은 가장 영향력이 있는 혁신주의에 대한 책이 되었다.